# بكويو (كورنوال)
بكويو (بالإنجليزية: Boquio)‏ هي قرية تقع في المملكة المتحدة في كورنوال.